# Monteregio di Massa Marittima rosso riserva
Il Monteregio di Massa Marittima rosso riserva è un vino DOC la cui produzione è consentita nella provincia di Grosseto.

## Caratteristiche organolettiche
- colore: rosso rubino di buona intensità tendente al granato
- odore: vinoso, profumo intenso, fruttato
- sapore: secco

## Produzione
Provincia, stagione, volume in ettolitri
- Grosseto  (1994/95)  179,09
- Grosseto  (1995/96)  107,01